# Bellator 100
Bellator C é um evento de artes marciais mistas promovido pelo Bellator MMA, esperado para ocorrer em 20 de setembro de 2013 no Grand Caynon University Arena em Phoenix, Arizona. O evento será transmitido ao vivo na Spike TV.

## Background
O evento é esperado para contar com as Quartas de Final do Torneio de Meio Médios.
Matt Riddle era esperado para enfrentar Luis Melo Jr. no evento. Porém, após sofrer uma lesão nas costelas, Riddle anunciou sua aposentadoria.